# Daniel Fierascu
Daniel Fierascu (n. 5 iulie 1955, orașul Roșiorii de Vede) este un politician român, fost primar al municipiului Roșiorii de Vede în mandatul 2000-2004, din partea PDSR, și viceprimar în mandatul 2004-2008. Înainte de a fi ales primar, a ocupat o serie de funcții în diferite întreprinderi din municipiul Roșiorii de Vede, începând de la inginer stagiar și ajungând la manager. 

## Studii
În anul 1981 a absolvit Facultatea de Utilaj Tehnologic din cadrul Universității Tehnice de Construcții din București. În anul 2006 a absolvit Masterul de Administrație Publică Europeană și Masterul de Administrație Publică Locală. De asemenea deține legitimație de la Asociația Națională a Evaluatorilor din România.